# Lemat Scheffégo
Lemat Scheffégo – twierdzenie teorii miary mówiące, że jeżeli ciąg {\displaystyle (f_{n})_{n=1}^{\infty }} funkcji całkowalnych na pewnej przestrzeni z miarą {\displaystyle (\Omega ,{\mathcal {F}},\mu )} zbiega punktowo (w szczególności: zbiega prawie wszędzie) do funkcji całkowalnej {\displaystyle f} określonej na tej samej przestrzeni, to
{\displaystyle \lim _{n\to \infty }\int \limits _{\Omega }|f_{n}-f|\,\mathrm {d} \mu =0}
wtedy i tylko wtedy, gdy
{\displaystyle \lim _{n\to \infty }\int \limits _{\Omega }|f_{n}|\,\mathrm {d} \mu =\int \limits _{\Omega }|f|\,\mathrm {d} \mu .}
Twierdzenie udowodnione w 1947 roku przez Henry’ego Scheffégo jest w istocie szczególnym przypadkiem twierdzenia Frigyesa Riesza z 1928 roku.

## Rachunek prawdopodobieństwa
Niech {\displaystyle X} będzie zmienną losową określoną na ustalonej przestrzeni probabilistycznej {\displaystyle (\Omega ,{\mathcal {F}},{\mathsf {P}}),} która ma gęstość {\displaystyle f} oraz dany będzie ciąg {\displaystyle (X_{n})_{n=1}^{\infty }} zmiennych losowych określonych na tej samej przestrzeni, któremu odpowiada ciąg gęstości {\displaystyle (f_{n})_{n=1}^{\infty }.} Z lematu Scheffégo wynika, że jeśli {\displaystyle f_{n}\to f} punktowo/prawie wszędzie, to {\displaystyle X_{n}\to X} według rozkładu.
Otóż jeśli {\displaystyle \lim _{n\to \infty }f(x)=f(x)} dla (prawie) wszystkich {\displaystyle x\in X,} to
{\displaystyle \lim _{n\to \infty }\sup _{A\in {\mathcal {F}}}{\Big |}{\mathsf {P}}(X_{n}\in A)-{\mathsf {P}}(X\in A){\Big |}=0.}
Istotnie
{\displaystyle {\begin{aligned}\sup _{A\in {\mathcal {F}}}{\Big |}{\mathsf {P}}(X_{n}\in A)-{\mathsf {P}}(X\in A){\Big |}&=\sup _{A\in {\mathcal {F}}}\left|\int \limits _{A}(f_{n}-f){\rm {d\lambda }}\right|\\&\leqslant \sup _{A\in {\mathcal {F}}}\int \limits _{A}|f_{n}-f|{\rm {d\lambda }}\\&=\int \limits _{\Omega }|f_{n}-f|{\rm {d\lambda \to 0,}}\end{aligned}}}
gdzie zbieżność wynika z lematu Scheffégo (zaś {\displaystyle \lambda } oznacza miarę Lebesgue’a).
Twierdzenie odwrotne nie zachodzi: na ogół zbieżność według rozkładu ciągu zmiennych losowych nie pociąga zbieżności ciągu odpowiadających im gęstości. Przykładem może być ciąg zmiennych losowych o gęstościach
{\displaystyle f_{n}(x)=(1-\cos(2\pi nx)){\mathsf {1}}_{(0,1)}(x),}
który zbiega według rozkładu do zmiennej o rozkładzie jednorodnym {\displaystyle \mathrm {U} (0,1),} podczas gdy ciąg ich gęstości jest rozbieżny.